# Берраондо, Хосе
Хосе Анхель Берраондо Инсаусти (исп. José Angel Berraondo Insausti; 4 ноября 1878, Сан-Себастьян — 11 апреля 1950, Сан-Себастьян) — испанский футболист и футбольный тренер.

## Карьера
Хосе Берраондо начал карьеру в клубе английских мигрантов «Сан-Себастьян Рекреэйшн» в 1900 году. В 1904 году Берраондо перешёл в клуб «Реал Мадрид», где выступал 5 лет, был капитаном команды с 1905 по 1908 год и выиграл 4 кубка Испании.
После завершения карьеры игрока, Берриондо работал президентом клуба «Реал Сосьедад», а с 1918 по 1923 год возглавлял клуб в качестве главного тренера. С 1921 по 1928 год Берраондо тренировал сборную Испании, возглавлял команду на двух Олимпиадах. С 1927 по 1929 год Берраондо тренировал «Реал Мадрид», оставив должность после долгой болезни.

## Достижения
- Обладатель кубка Испании: 1905, 1906, 1907, 1908